# Walter Nowotny
Walter "Novi" Nowotny (7 de diciembre de 1920 / 8 de noviembre de 1944) fue un as de combate austro-alemán durante la Segunda Guerra Mundial, con 258 victorias confirmadas en 442 misiones de combate, de las cuales 255 fueron sobre pilotos soviéticos. Se distingue por ser el primer as de combate en alcanzar la marca de 250 victorias. El alto mando alemán le prohibió volar en misiones de combate, por miedo a perder semejante héroe aéreo. Es, para muchos, el mejor piloto de caza de la historia, teniendo en cuenta la elevada relación entre misiones de combate y victorias (0.58 victorias por misión).

## Juventud
Walter Nowotny nació el 7 de diciembre de 1920 en Gmünd, un pequeño pueblo de la Baja Austria. El joven Walter se unió a la Luftwaffe en octubre de 1939, siendo entrenado en la Jagdfliegerschule 5 (Escuela para pilotos de caza N.º 5), cerca de Viena. Tras finalizar su entrenamiento como piloto de caza, el flamante teniente fue asignado a la 9./JG 54 en febrero de 1941, asignado al Frente Oriental